# أشخاص ظرفاء (فلم)
أشخاص ظرفاء (بالإنجليزية: Funny People)  هو فيلم درامي كوميديا سوداء أمريكي صدر عام 2009، من تأليف وإخراج جود أباتاو، وبطولة آدم ساندلر وسيث روغن وليزلي مان، بالإضافة إلى إريك بانا وجونا هيل وجيسون شوارتزمان في أدوار مساعدة. يتتبع الفيلم قصة كوميدي شهير يُشخص بمرض عضال، ويحاول إصلاح علاقاته الاجتماعية، ويصادق كوميديًا طموحًا.

## القصة
تدور القصة عن شخص «كوميديان» محترف ومحبوب يدعى جورج سايمون، يعيش معظم حياته على المسرح وإلقاء النكت، لكنه يكتشف فيما بعد أنه مريض بمرض ٍ مزمن وإنه لم يبق له ليعيش إلا سنة واحدة أو أقل. بعدها يتعرف على شخص كوميديان آخر يدعى آيرا، لكنه ليس محترف أو مشهور مثله، يقوم جورج باستئجار آيرا كمساعد له وليعلمه بعض التقنيات المهمة لمهنة الكوميديان.

## روابط خارجية
- مقالات تستعمل روابط فنية بلا صلة مع ويكي بيانات

لا توجد روابط لمواقع التواصل الاجتماعي.